# Šuklje
Šuklje je priimek več znanih Slovencev:
- Borut Šuklje (1958–2022), politik, diplomat, publicist, analitik
- Fran Šuklje (1849–1935), politik, zgodovinar, publicist
- Franc Šuklje (1874–1901), pravnik
- Gizela Šuklje (1909–1994), arhitektka in šolnica
- Hinko Šuklje (1866–1903), zdravnik ginekolog in društveni delavec
- Ina Šuklje Erjavec, krajinska arhitektka
- Julija Šuklje (por. Zupančič) (1854–?), učiteljica
- Katja Šuklje, agronomka, strokovnjakinja za vinogradništvo
- Lujo Šuklje (1910–1997), gradbenik, mehanik tal, univ. profesor, akademik
- Majolka Šuklje (1929–1997), igralka
- Milan Šuklje (1881–1937), inženir, gospodarstvenik, organizator
- Mojca Šuklje (r. Fakin) (*1943), kemičarka
- Rapa Šuklje (1923–2013), kulturna novinarka, esejistka, literarna, gledališka in filmska kritičarka, prevajalka
- Svetozara Šuklje (tudi Sveta Šuklje) (1915–2004), prof. zemljepisa in zgodovine
- Vladimir Šuklje starejši (1878–1920), inženir hidrolog, strokovnjak za urejanje hudournikov
- Vladimir Šuklje (1907–1984), pravnik, odvetnik
- Šuklje, družina vinarjev iz Metlike

#### Tuji nosilci
- Fran Šuklje (1886–1949), hrvaški geolog in paleontolog